# Rigssvensk
Rigssvensk eller standardsvensk er den form for svensk, som til forskel fra  dialekterne anses for at være neutral og ikke kan kobles til nogen bestemt del af det svensktalende område. Man kan tale om både et skriftligt standardsprog og et talt standardsprog. Det førstnævnte er det enhedsskriftsprog som først begyndte at vokse frem i yngre fornsvensk tid, og det andet er en taleform som er fri fra regional farvning, og som anvendes i offentlige sammenhæng, så som i medierne. En taleform som er helt fri fra regional farvning eksisterer dog formentlig kun i teorien i Sverige, men i formelle sammenhænge forsøger de fleste svenskere alligevel så vidt muligt at tale standardsproget. Man bytter for eksempel  dialektale ord ud med gloser fra rigssproget og taler tydeligere.
Rigssvensk er udenfor Sverige også benævnelsen på de varianter af svensk, som tales i selve Sverige. Det vil sige ”sverigesvensk” til forskel fra finlandssvensk og estlandssvensk.

## Standardiseret skriftsprog
Længe inden det talte rigssprog voksede frem, fandtes et skriftsprog som var relativt ensartet og adskilte sig fra dialekterne. Ifølge sprogforskeren Elias Wessén var skriftsproget "et udtryk for rigets enhed og selvstændighed, bæreren af den højere kultur, og derfor temmelig stærkt udsat for fremmed indflydelse fra forskellig side i tidens løb". De ældste bevarede skrifter på svensk er fra 1200-talet og 1300-talet, blandt andet Västgötaloven fra 1220. 
I yngre fornsvensk tid, det vil sige mellem 1375 og 1526, kom meget af litteraturen fra birgittinerklosteret i Vadstena; hovedparten med et religiøst indhold. Sprogforskerne Wessén og Molde mener, at ”det at den litterære virksomhed i så høj grad blev samlet på et sted var givetvis fremmende for fremkomsten af en fast tradition i skriftsproget". Endvidere skriver de, at "eftersom klostret i høj grad beskæftigede sig med afskrivning af håndskrifter, skrev man ikke efter udtalen, men i højere grad efter traditionelle mønstre og principper". Det nyskabte skriftsprog, som anvendes i Vadstenahåndskrifterne, overvandt efterhånden de fleste lokale skrivemåder, og det skrevne sprog fik således karakter af et rigssprog. Efter Gustav Vasas etablering af en uafhængigt svensk stat i 1521-23, og den efterfølgende gennemførelse af reformationen, slog rigssprogsnormen endeligt igennem, fordi tekster med gyldighed for hele riget fra da af blev trykt på svensk i stedet for latin. Blandt andet kom Gustav Vasas bibel i 1500-tallet, der var den første bibel på svensk og havde en relativt ensartet stavning.
I dag er reglerne for retstavning og bøjning i rigssvensk normeret i Det svenske Akademis ordliste.

## Talt rigssprog
I 1600-tallet begyndte et fælles talesprog at vokse frem blandt de dannede samfundsklasser. Dette talesprog var meget påvirket af læseudtalen af det standardiserede skriftsprog. Fremkomsten af et talt rigssprog skyldes også den svenske stats centraliseringsproces i stormagtstiden (1630-1720), hvor Stockholm udviklede sig til at blive det entydige politiske, administrative, religiøse og kulturelle midtpunkt i landet. Derfor kom de dialekter som taltes omkring Mälaren til at udgøre grundlaget for rigssproget, men rigssvensk har i højere grad end dansk indoptaget bøjningsformer og ord fra mange forskellige dialekter, eftersom store dele af adelen flyttede ind til hovedstaden fra forskellige steder i landet og dermed bidrog til at skabe et opblandet sprog. 

## Skolens påvirkning
Den obligatoriske folkeskole indførtes i Sverige i 1842, og derefter påvirkedes talesproget endnu mere af skriftsproget, i og med at læse- og skriveundervisningen kom til at omfatte hele befolkningen. Lærerne fik til opgave at udrense dialektale træk og lære børnene en skriftsprogsudtale. I endnu højere grad end i Danmark er de gamle talesproglige udtaler af ord derfor forsvundet. For hundrede år siden kunne man f.eks. udtale av og efter som å(v) og ætter samt sige te og ve for ”till” og ”vill”. Visse talesproglige udtaler af ord lever videre  såsom skjuss  for skjuts og bråsska for brådska.

## Nedbrydning af dialekterne
Inden for hele det svenske sprogområde bliver det stadig mere almindeligt, at dialekterne udjævnes og at man går imod et mere ensartet sprog, som ligger nærmere rigssproget. Dette skyldes den øgede mobilitet i samfundet med fraflytning fra bygderne, og familiedannelser hvor en eller begge forældre kommer udefra. Den største to trusler mod dialekterne er således fraflytning fra dialekttalende områder, og  at man indenfor dialekttalende familer overgår til standardsprog. 
Hvis en dialekt er så afvigende fra standardsproget, at den udgør en meddelelsesbarriere, vælger mange dialekttalende desuden at opgive deres dialekt i samtale med en person, der taler  standardsprog. De bliver dermed reelt tosprogede med rigssproget som en art første fremmedsprog, på samme måde som det kendes fra dialekttalende i Sønderjylland og på Bornholm.  
Tidligere mente forskerne, at det var de æterbårne medier, som stærkest bidrog til nedbrydningen af dialekterne, men i dag mener man snarere, at udsendelsesmedierne gengiver mønsteret for standardsprogets udbredelse, frem for at skbe det. Nogle steder er der ligefrem tegn på, at fremkomsten af nye medier forstærker dialekterne og viser, at de har en funktion uden for det lokale miljø. Blandt andet i Østerbotten er der f.eks. en tendens til, at dialekten bliver brugt af de unge, når de skriver smser.

## Regionale udgaver af rigssvensk
Et regionalt rigssprog er en variant af det talte rigssprog med en hvis regional farvning, såsom intonation, som kan afsløre, hvorfra  taleren kommer. For det skrevne standardsprog findes en bestemt norm for hele det svenske sprogområde, men den talte udgave af standardsproget varierer. Et eksempel på dette er finlandssvensk, en overregional variant af det svenske rigssprog, som kendegnes af visse særlige krakteristika. Indenfor dette forekommer der så mindre og fra rigsmålet afvigende lokale dialekter. Det regionale rigssprog er dog et relativt begreb og ligger mellem dialekter og et talesprog uden regional farvning, men er mere socialt accepteret end dialekterne og kan også anvendes i formelle sammenhænge. Man plejer i Sverige at regne med 4-6 regionale udgaver af rigssproget: finlandssvensk, sydsvensk (skånsk), vestsvensk (på vestkysten med Gøteborg som centrum), mellemsvensk, nordsvensk og eventuelt også gotlandsk.  Af disse er mellemsvensk det klart største og tales af næsten halvdelen af befolkningen. Pga. Sveriges geografiske udstrækning og det faktum, at der findes to stærke regionale centre udenfor Stockholmsområdet – hhv. Gøteborg og Malmø/Lund – har man både større forskelle på udtalen af rigsmålet og en højere grad af accept af disse forskelle, end det er tilfældet i Danmark.

## Trykte kilder
- Josephson, Olle: Språket: lärobok i svenska för gymnasieskolan, årskurserna 1-3, udgave, Biblioteksförlaget, 1987
- Molde, Bertil og Elias Wessén: Svensk språklära för danskar, 4. oplag, København
- Pettersson, Gertrud: Svenska språket under sjuhundra år: en historia om svenskan och dess utforskande, Studentlitteratur Lund, 1996
- Wessén, Elias: Våra folkmål, Stockholm, 1935

## Øvrige kilder
- Fredrik Lindström i Bolin i P1, den 18 juli 2011